# Ludwików (gmina Gidle)
Ludwików – wieś w Polsce, położona w województwie łódzkim, w powiecie radomszczańskim, w gminie Gidle.

## Historia
W latach 1975–1998 miejscowość należała administracyjnie do województwa częstochowskiego.
Wierni Kościoła rzymskokatolickiego należą do parafii św. Aleksego w Przedborzu.